# The Majesty Demos 1985-1986
The Majesty Demos 1985-1986 è un bootleg del gruppo musicale statunitense Dream Theater, pubblicato nel 2003 dalla YtseJam Records.

## Descrizione
Si tratta della prima uscita appartenente al catalogo "Demo Series", e contiene tutte le demo dei Majesty (primo nome del gruppo) registrate tra il 1985 e il 1986, comprese quelle originariamente pubblicate nel 1986 sotto forma di musicassetta, la quale venne prodotta in mille copie.
Queste tracce sono state registrate con la prima formazione del gruppo, composta da Chris Collins alla voce e da Kevin Moore alla tastiera, oltre anche ai membri fondatori John Petrucci, John Myung e Mike Portnoy.

## Tracce
The Berklee Demos – 1985-1986
1. Particle E. Motion – 1:38
2. Another Won – 5:26
3. The Saurus – 1:23
4. Cry for Freedom – 6:31
5. The School Song – 6:12
6. YYZ – 4:03 – originariamente interpretata dai Rush
7. The Farandole – 3:16 – originariamente interpretata dai Talas
8. Two Far – 5:40
9. Anti-Procrastination Song – 0:13 – originariamente interpretata dai Stormtroopers of Death
10. Your Majesty – 3:56
11. Solar System Race Song – 0:17
12. I'm About to Faint Song – 0:09
13. Mosquitos in Harmony Song – 0:12
14. John Thinks He's Randy Song – 0:10
15. Mike Thinks He's Dee Dee Ramone Introducing a Song Song – 0:16
16. John Thinks He's Yngwie Song – 0:15
17. Gnos Sdrawkcab – 0:23

The Majesty Demos – 1986
1. Another Won – 5:27
2. Your Majesty – 3:45
3. A Vision – 11:24
4. Two Far – 5:25
5. Vital Star – 5:44
6. March of the Tyrant – 5:34

## Formazione
Gruppo
- Chris Collins – voce (tracce 18-23)
- John Petrucci – chitarra
- John Myung – basso
- Kevin Moore – tastiera (tracce 18-23)
- Mike Portnoy – batteria, tastiera (traccia 6)

Produzione
- Paul Falcone – produzione (tracce 18-23)
- James Hull – produzione (tracce 18-23)
- Majesty – produzione (tracce 18-23)